# Hechos 2

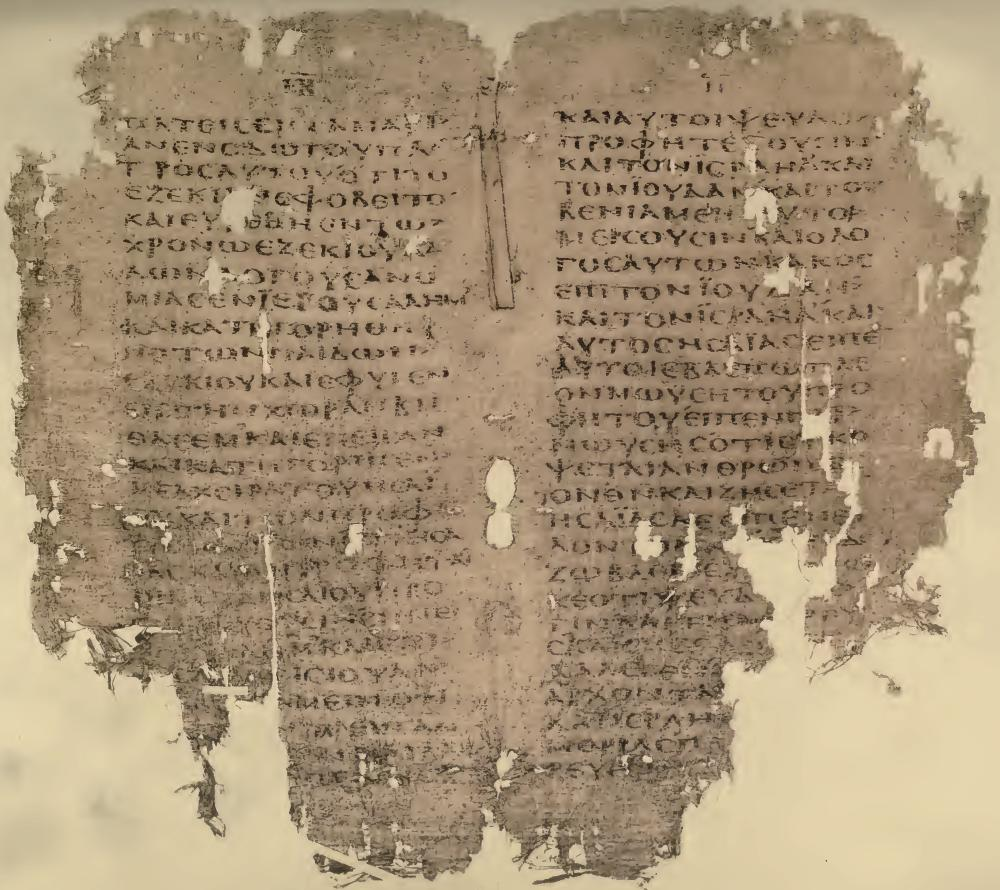
Texto griego de Hechos 2:11-22 en Uncial 076, escrito en el siglo V/VI.

Hechos 2 es el segundo capítulo de los Hechos de los Apóstoles del Nuevo Testamento de la Biblia cristiana. El autor del libro que contiene este capítulo es anónimo, pero la tradición cristiana primitiva afirmaba que Lucas compuso este libro, así como el Evangelio de Lucas. Este capítulo recoge los acontecimientos del día de Pentecostés, unos 10 días después de la Ascensión de Jesús.

## Texto
El texto original fue escrito en griego koiné. Este capítulo está dividido en 47 Versículos.

### Testigos textuales
Algunos manuscritos tempranos que contienen el texto de este capítulo son:
- Papiro 91 (siglo III; existen los versículos 30-37; 46-47)
- Códice Vaticano (325-350)
- Códice Sinaítico (330-360)
- Codex Bezae (~400)
- Codex Alexandrinus (400-440)
- Codex Ephraemi Rescriptus (~450)
- Codex Laudianus (~550)

### Versículo 38

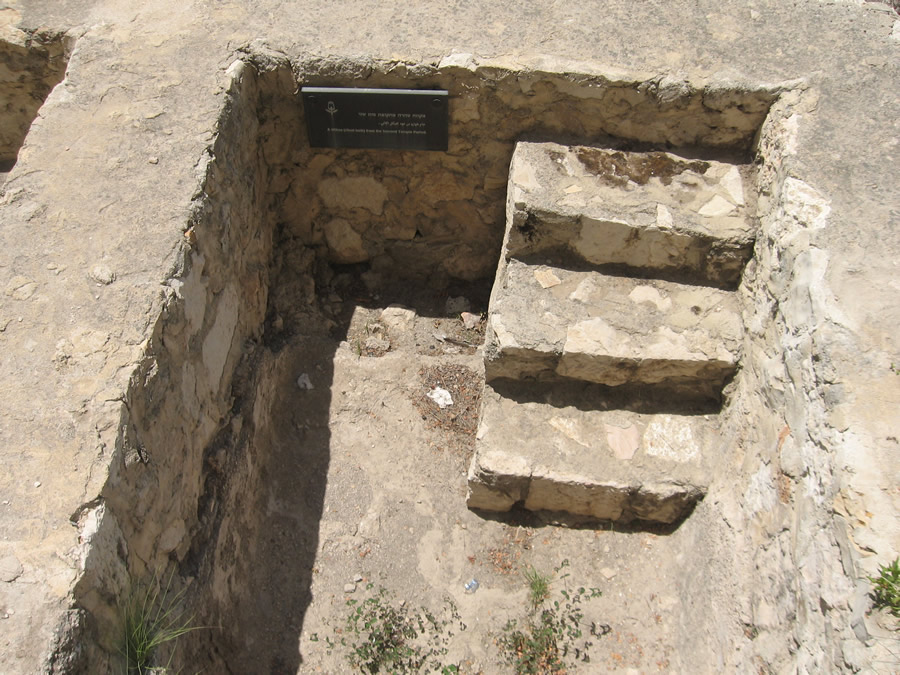
Uno de los muchos mikvehs antiguos de Jerusalén, cerca del Monte del Templo, donde pudo haber tenido lugar el bautismo de algunas personas el día de Pentecostés.

### Localización del Primer Pentecostés

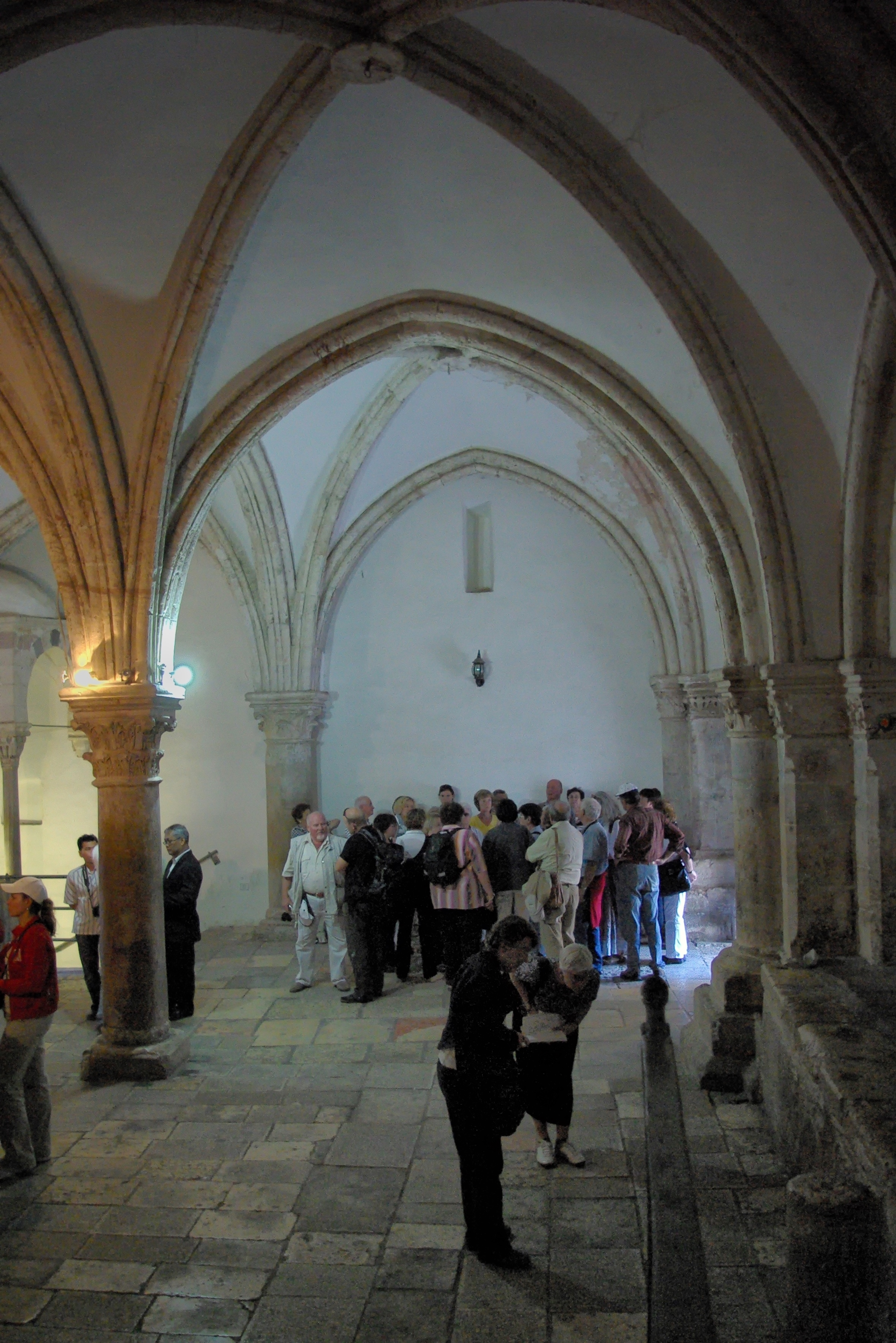
El Cenáculo en el Monte Sión, considerado el lugar de la Última Cena y Pentecostés. Bargil Pixner afirma que el Iglesia de los Apóstoles original se encuentra bajo la estructura actual

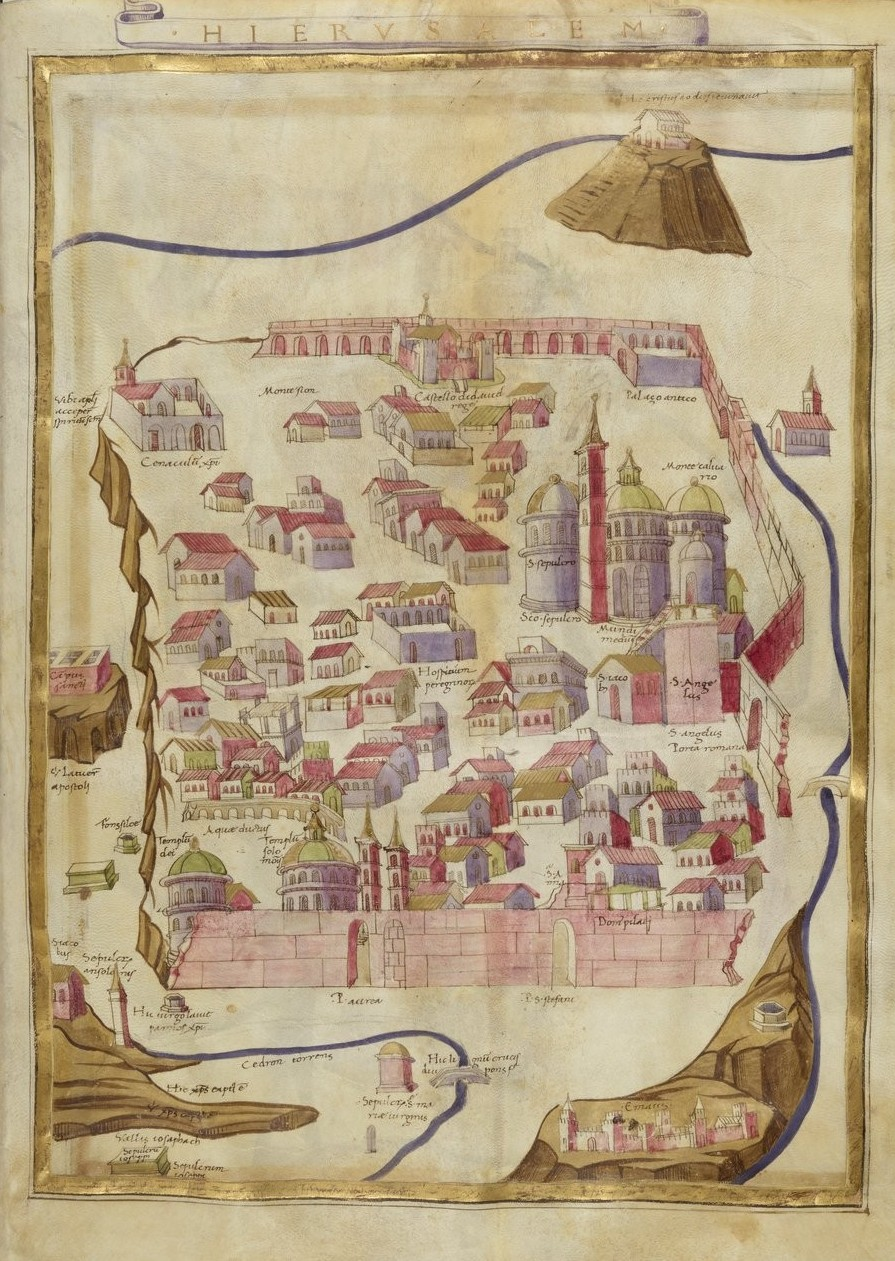
Este mapa de Jerusalén de 1472 señala el lugar del pentecostés, «Ubi apostoli acceperunt spiritum sanctum», en la ubicación del cenáculo (arriba a la izquierda)